# 魏屏山
魏屏山（1512年—？年），字民望，號雁门，四川保寧府劍州梓潼縣人，明朝政治人物。

## 生平
治《易經》，嘉靖三十一年（1552年）由國子生中式壬子科四川鄉試第四十二名舉人，嘉靖四十四年乙丑科第三甲第一百零五名進士。礼部观政，本年八月授行人，隆慶二年（1568年）九月升户部主事，卒。

## 家族
曾祖魏斌；祖魏時英；父魏鉞，贈行人；母陶氏。永感下，妻彭氏，行二，兄魏巍山，弟魏祥山。